# Neue Pfarrkirche St. Margaret

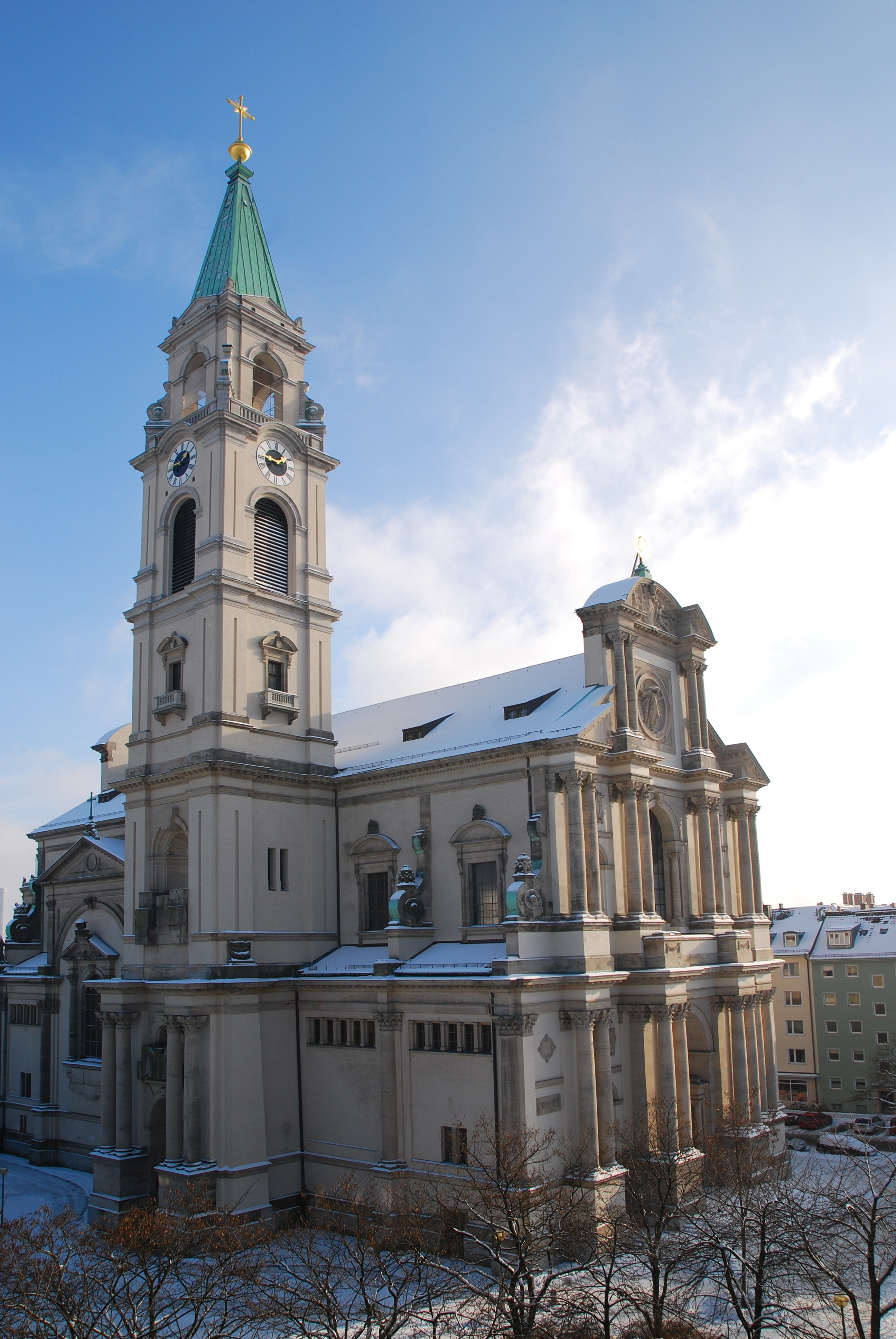
Neue Pfarrkirche St. Margaret

Die Neue Pfarrkirche St. Margaret ist eine römisch-katholische Pfarrkirche im Münchner Stadtteil Sendling.

## Beschreibung
Die von dem Münchner Architekten Michael Dosch entworfene Neue Pfarrkirche St. Margaret (Margaretenkirche, Margaretenplatz 1) mit ihrem beeindruckenden Tonnengewölbe, das mit einer lichten Höhe von 26,60 Meter den 21 Meter breiten und 75,50 Meter langen Innenraum überspannt, gehört zu den größten Kirchen der Stadt. Die Fassade wurde stark plastisch gestaltet, dabei liegt der Hauptakzent auf der Westansicht mit dem nördlich versetzt anschließenden, 85,50 Meter hohen Turm. Der dem italienischen Hochbarock nachempfundene Sakralbau bringt mediterranes Flair ins Viertel.

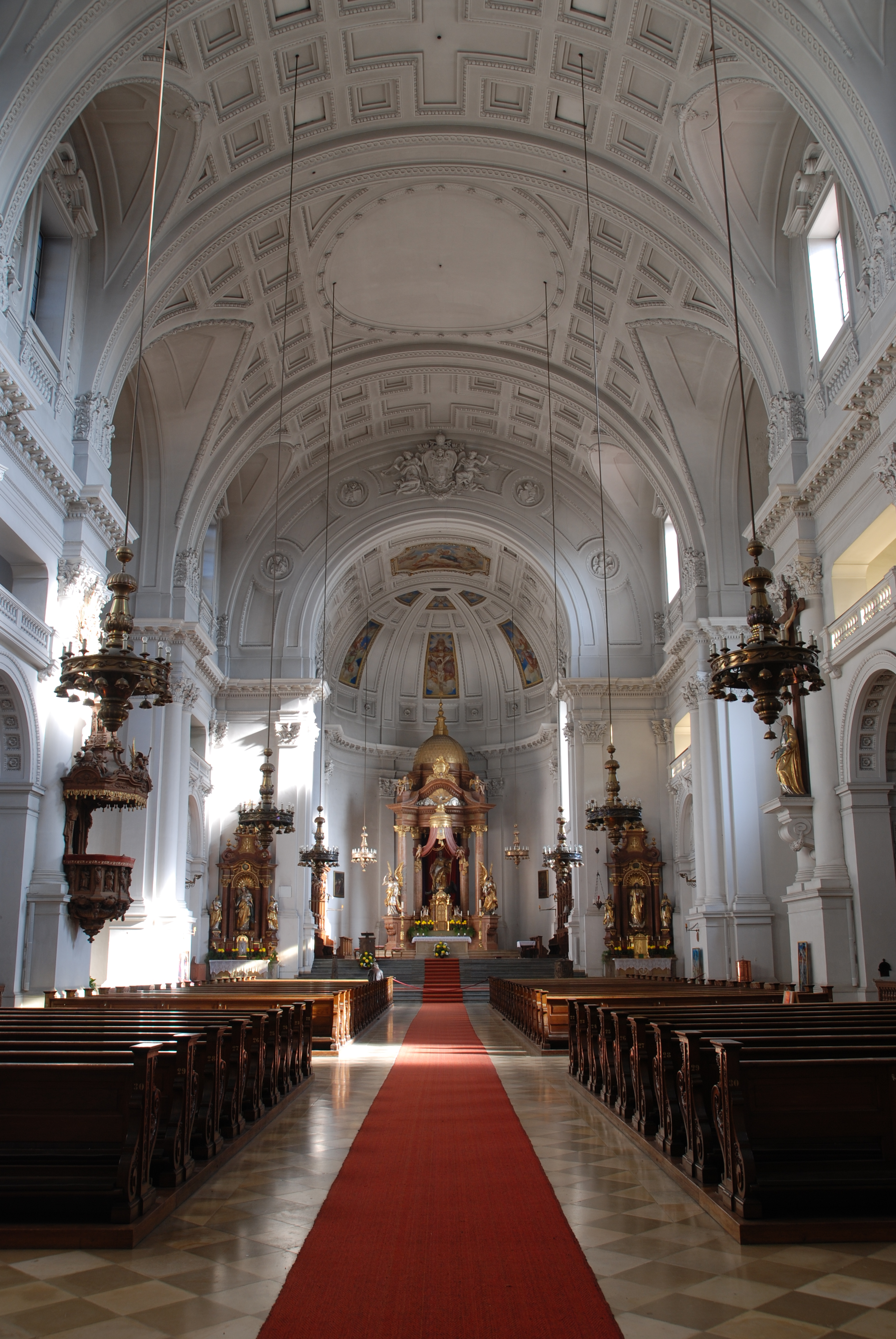
Blick durch den Innenraum zum Altar

1891 hatte der Bauer Alois Stemmer vom benachbarten Stemmerhof zusammen mit zwei weiteren Sendlinger Landwirten, Kaffler und Berger, einen Kirchenbauverein für das Projekt gegründet und den Baugrund gestiftet. Dabei zahlte jeder der drei Bauern 100.000 Mark in die Vereinskasse, das wären in heutiger Währung eine Million Euro. 1902 wurde mit den Bauarbeiten begonnen. Schon bald wurde klar, dass die Kostenplanung der Architekten und Baugeschäfte nicht einzuhalten sein würde. Obendrein starb 1910 der Architekt Dosch, er wurde durch Franz Xaver Boemmel ersetzt. Bei Fertigstellung 1913 hatten die Baukosten den Kostenvoranschlag um 80 % überschritten und die Stifter mussten weiteres persönliches Vermögen einbringen. Nur dank Pfarrer Alois Gilg (1857–1943) war es überhaupt gelungen, die Schwierigkeiten des Projektes zu überwinden und den Bau zu vollenden.

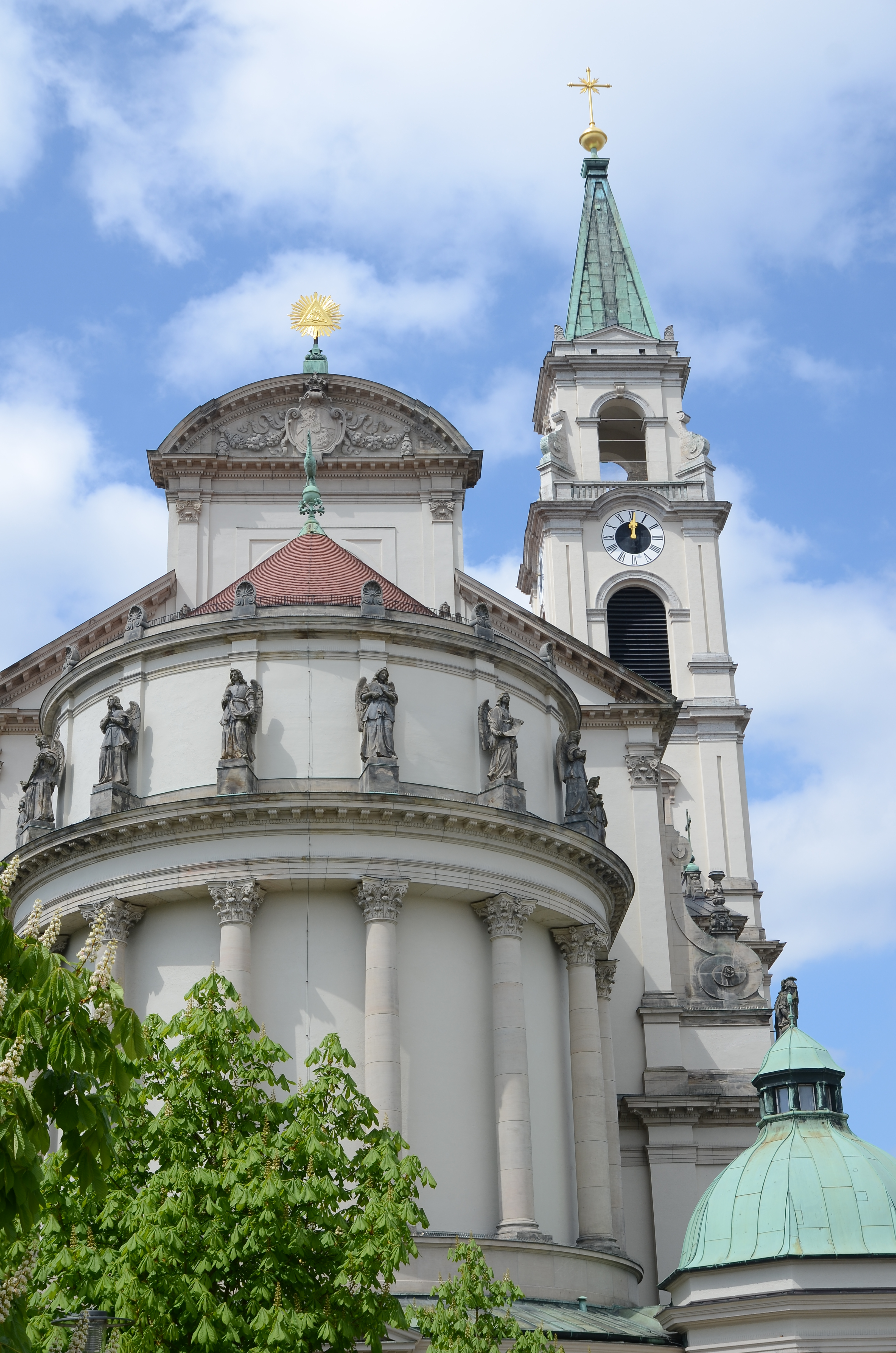
Ostansicht
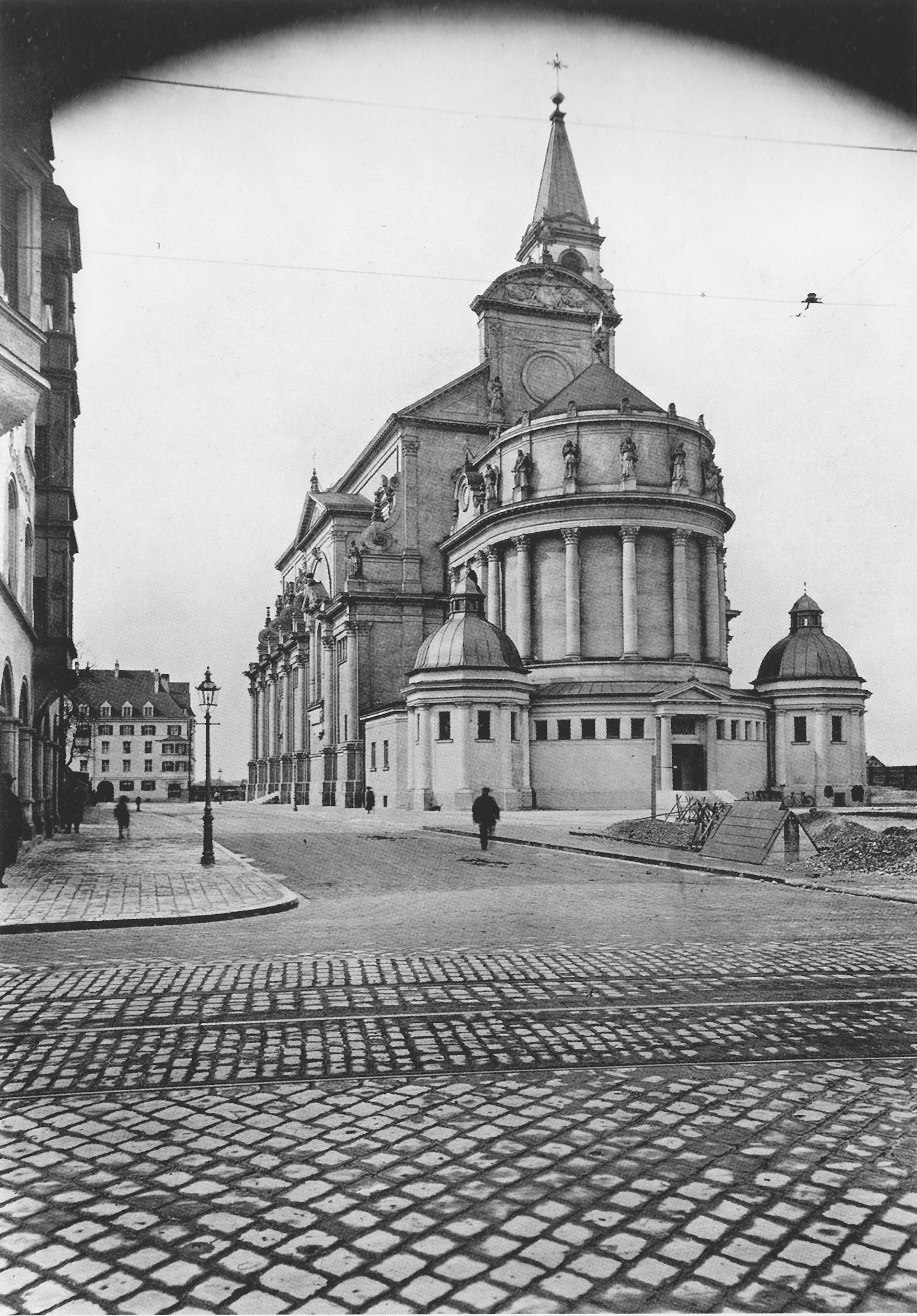
Ostansicht (1913)
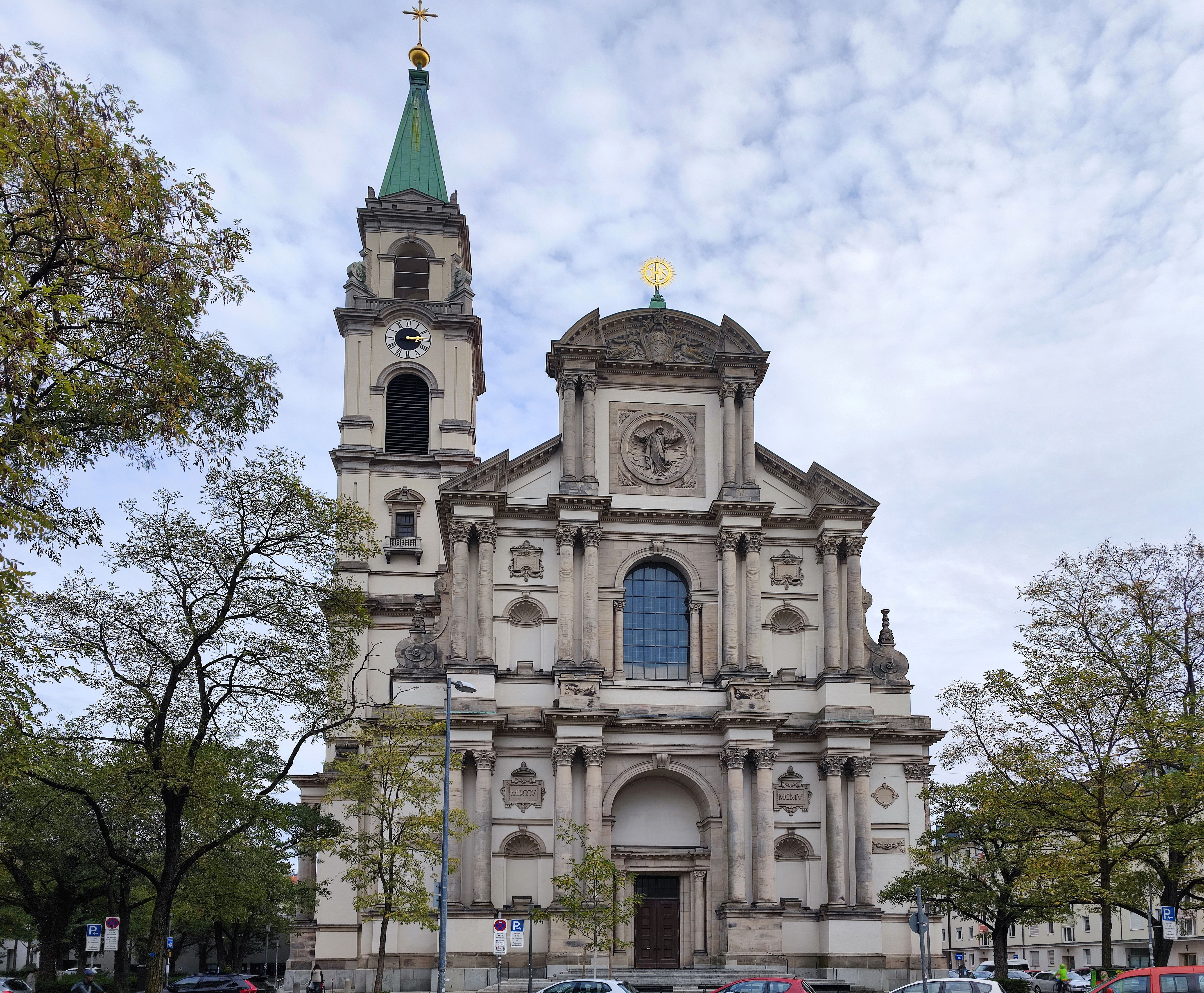
Westfassade der Neuen Pfarrkirche St. Margaret
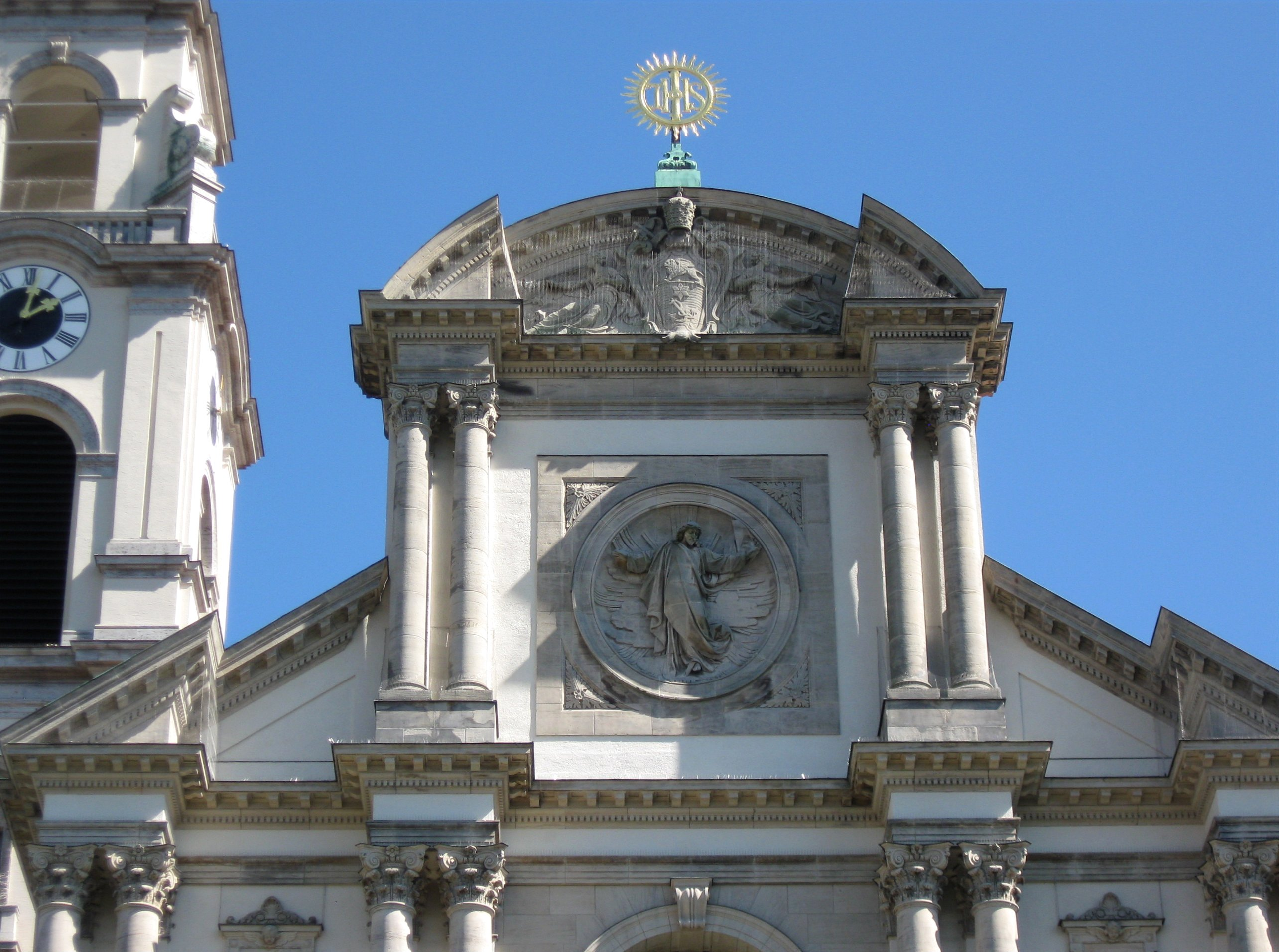
Detail: Giebel
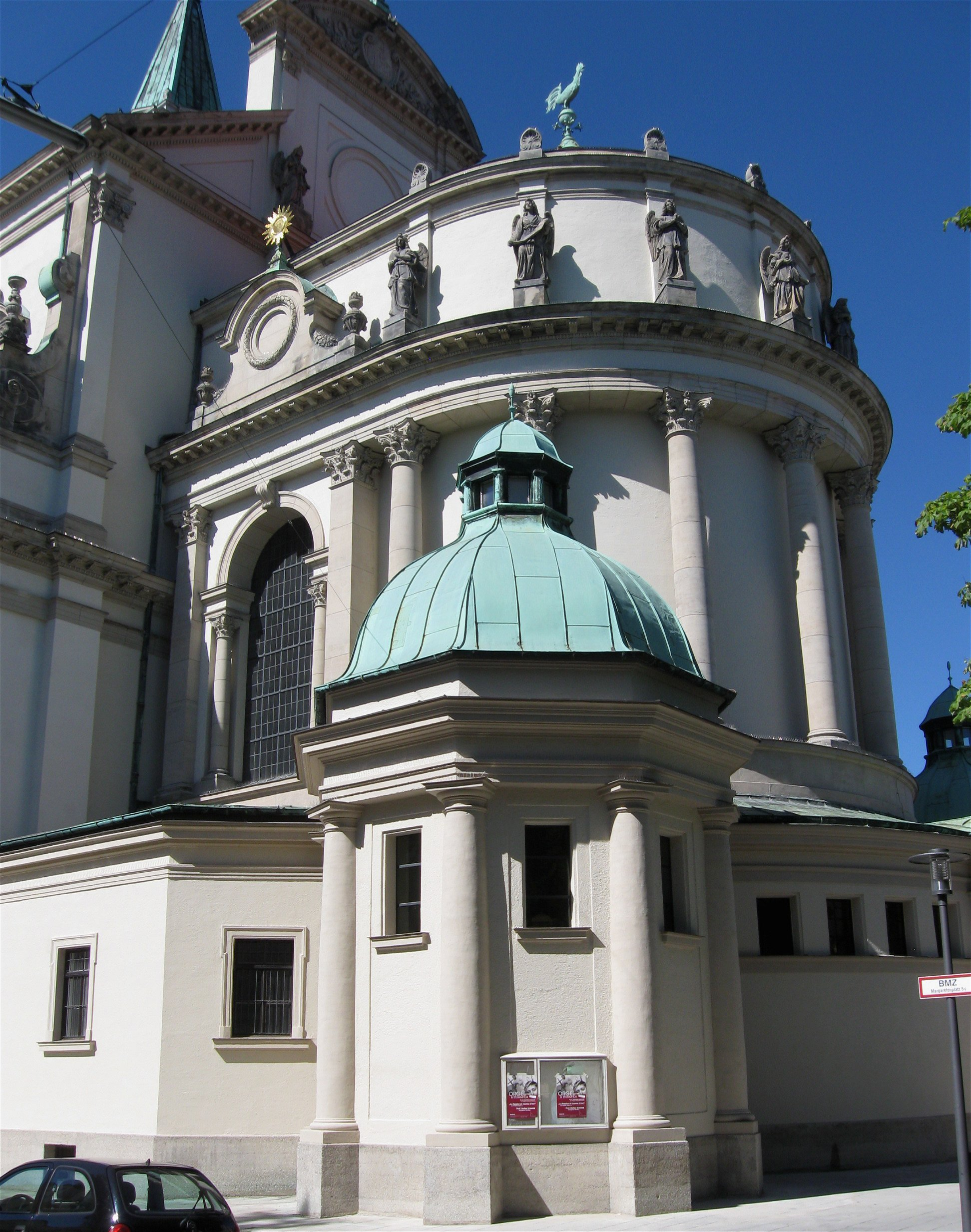
Blick auf den Chor

## Innenraum
Im Innenraum sind der Rokoko-Altar und zwei Holzskulpturen aus der Zeit um 1500, die den heiligen Georg und die heilige Margarete darstellen, besonders hervorzuheben.

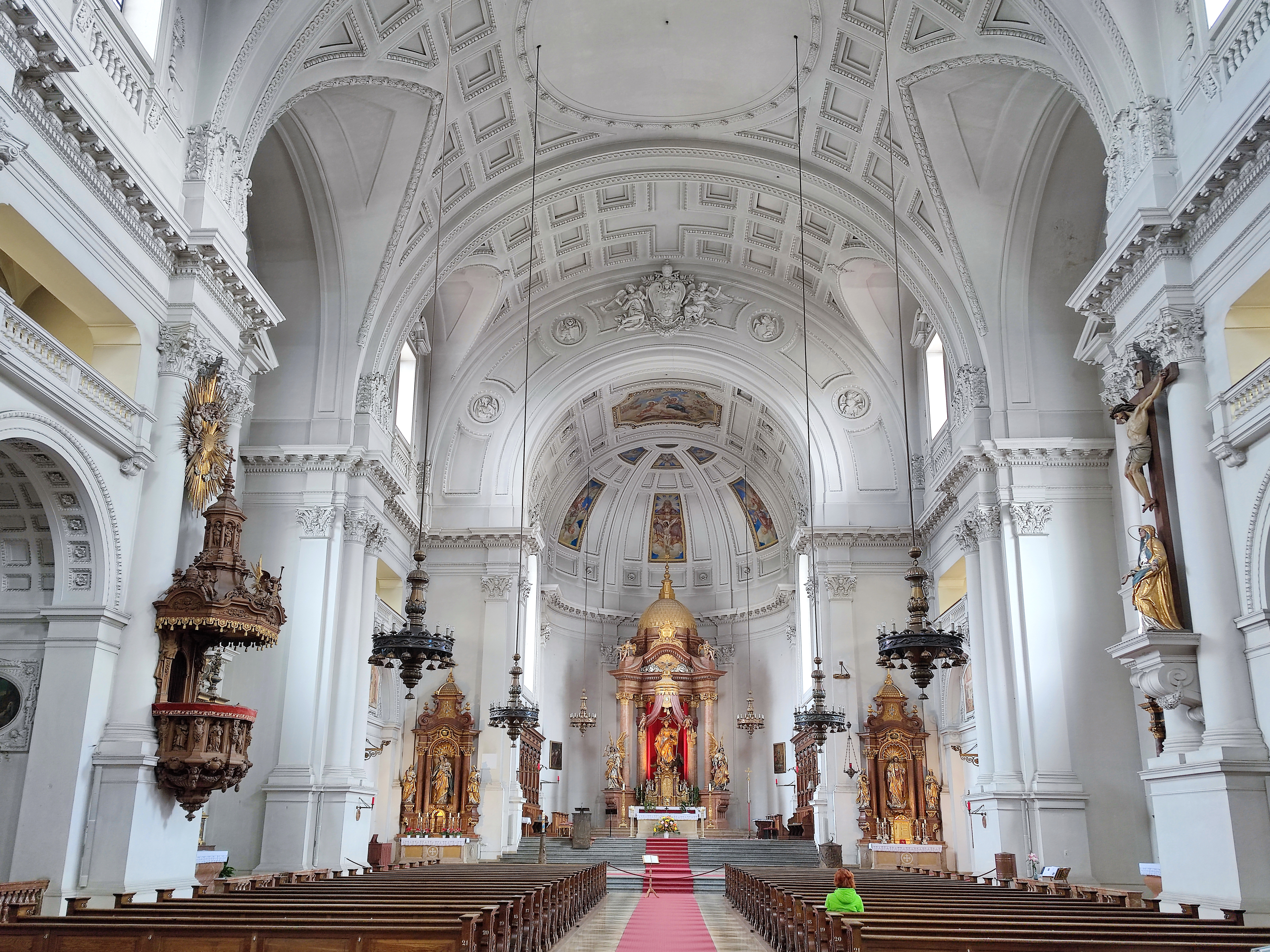
Innenraum
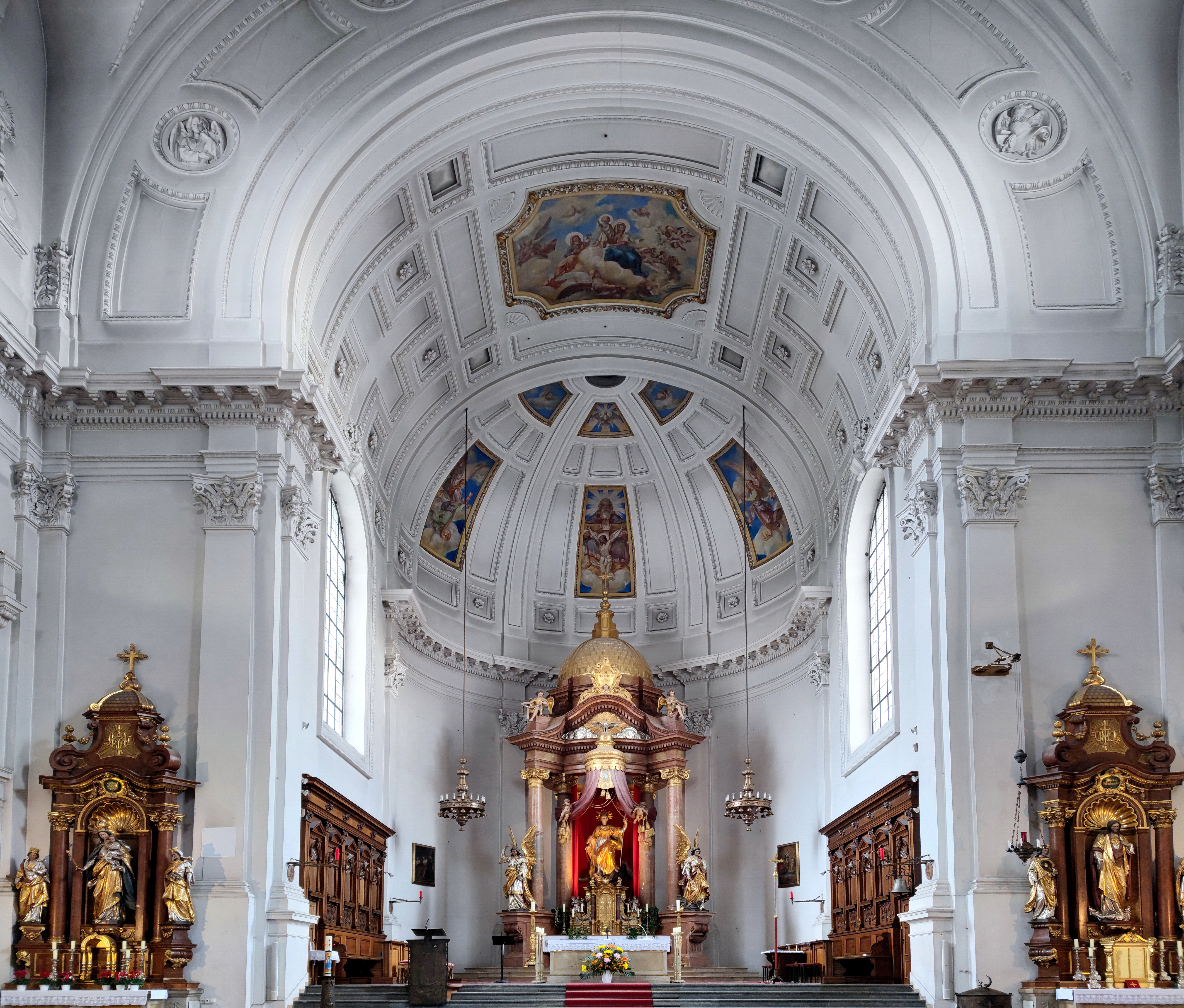
Altarraum
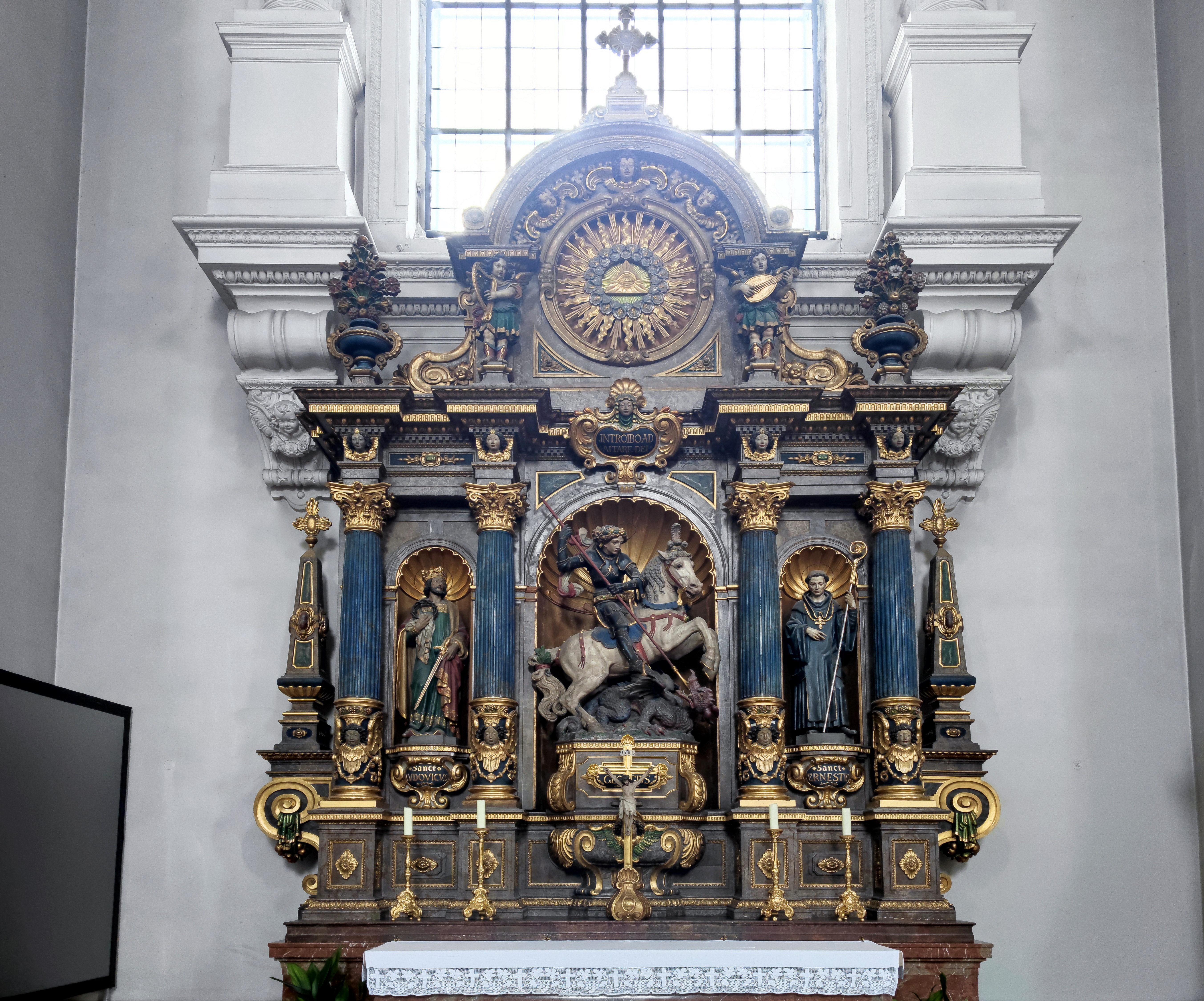
St. Georgs-Altar
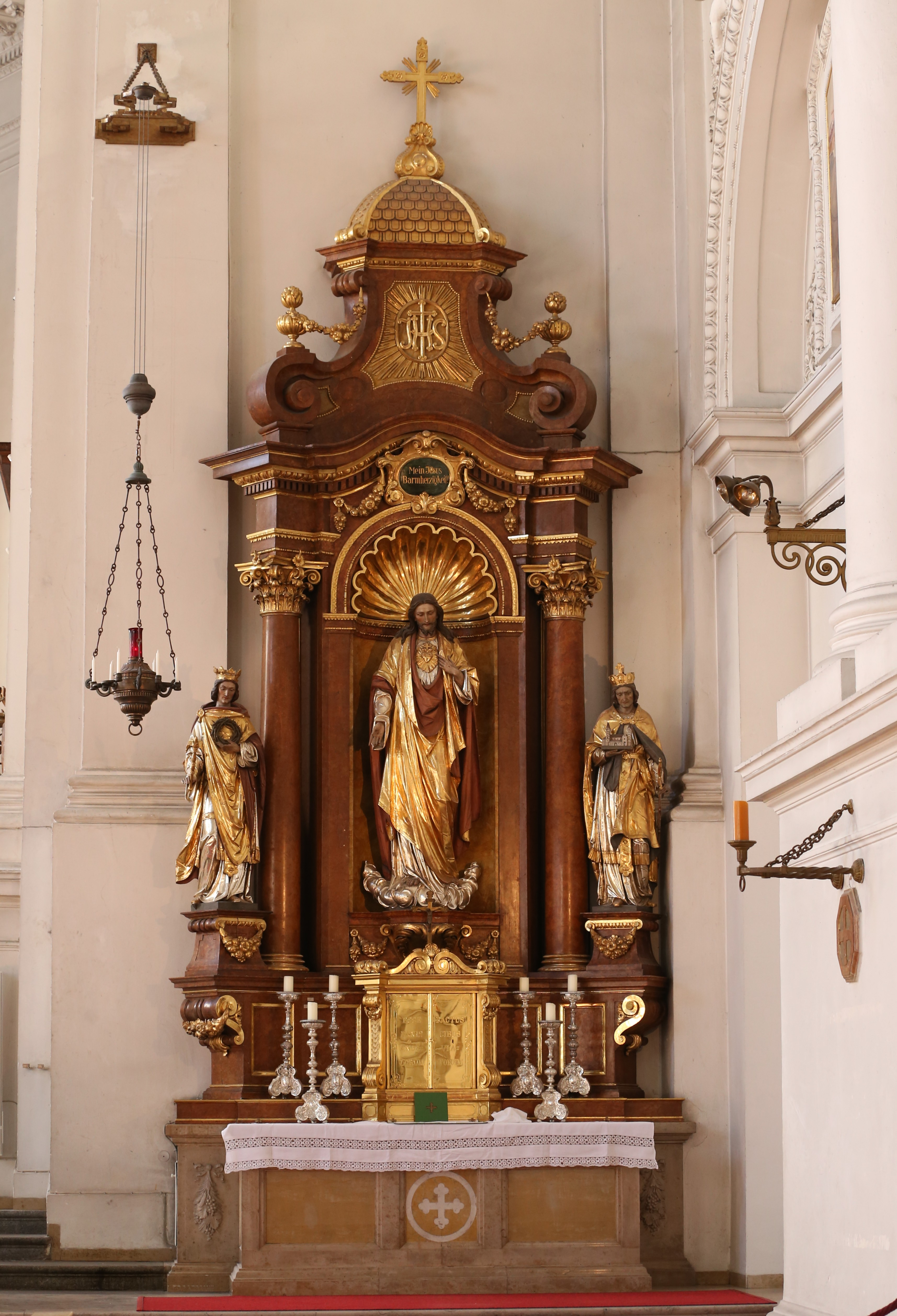
Herz-Jesu-Altar
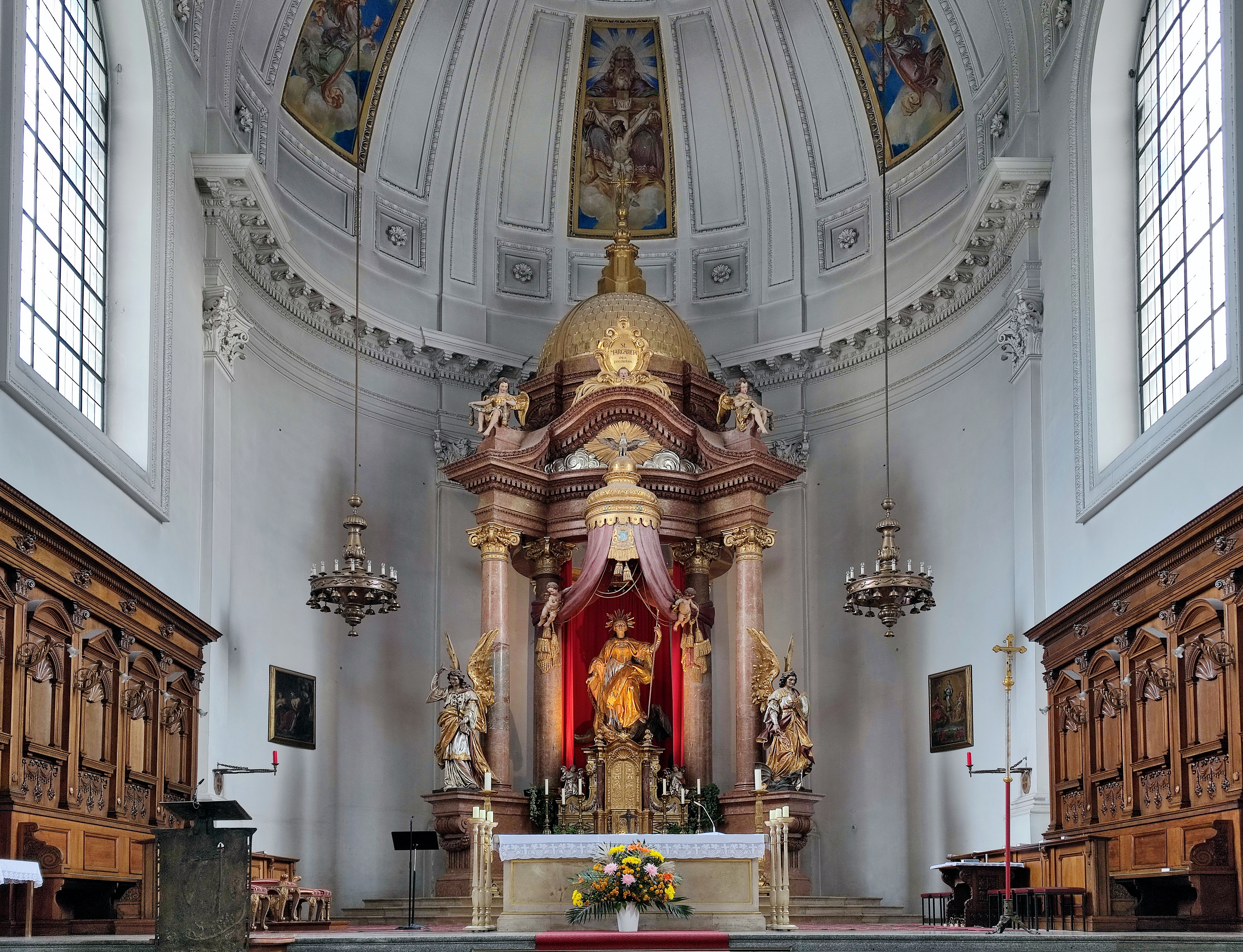
Hochaltar
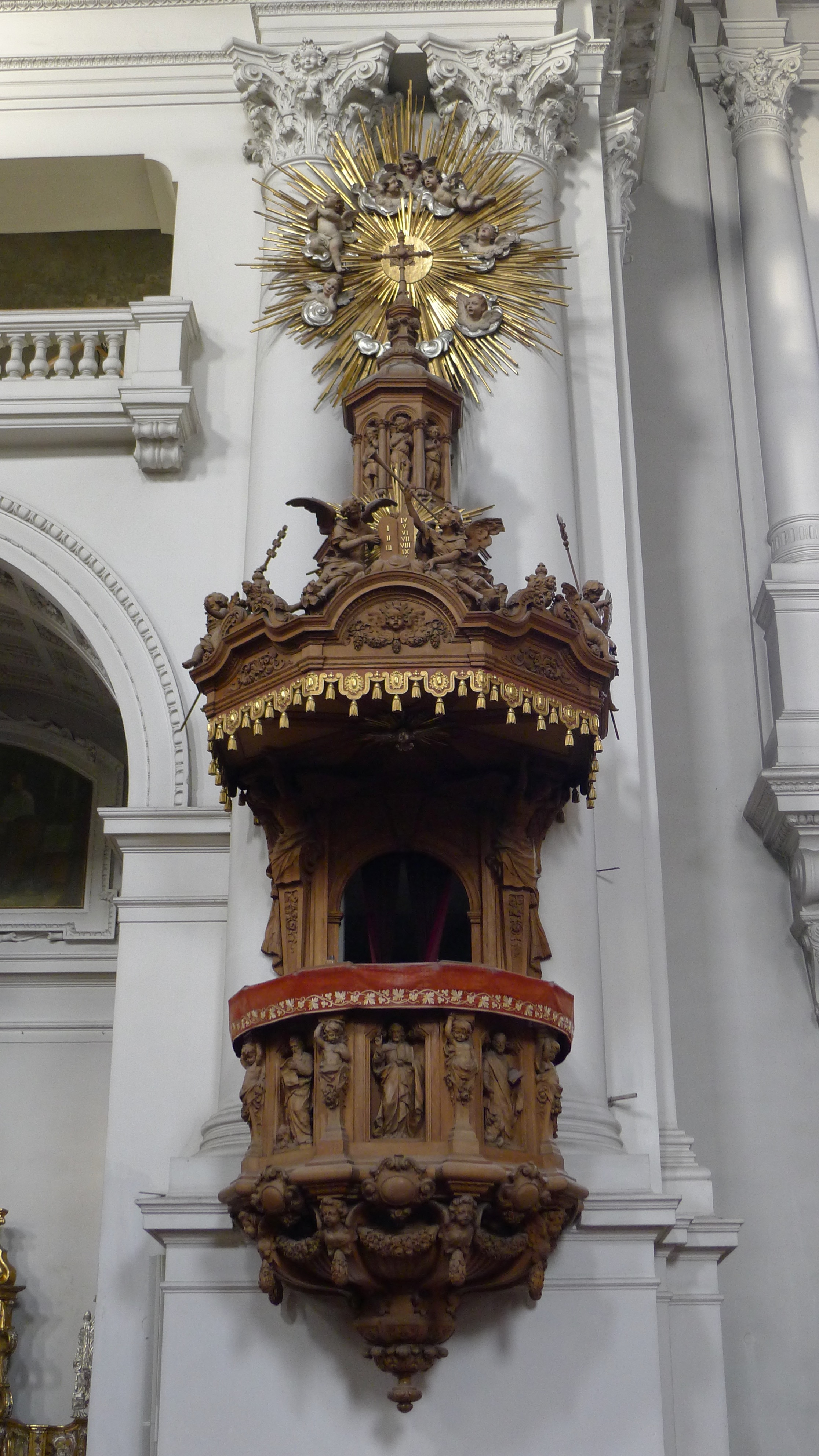
Kanzel
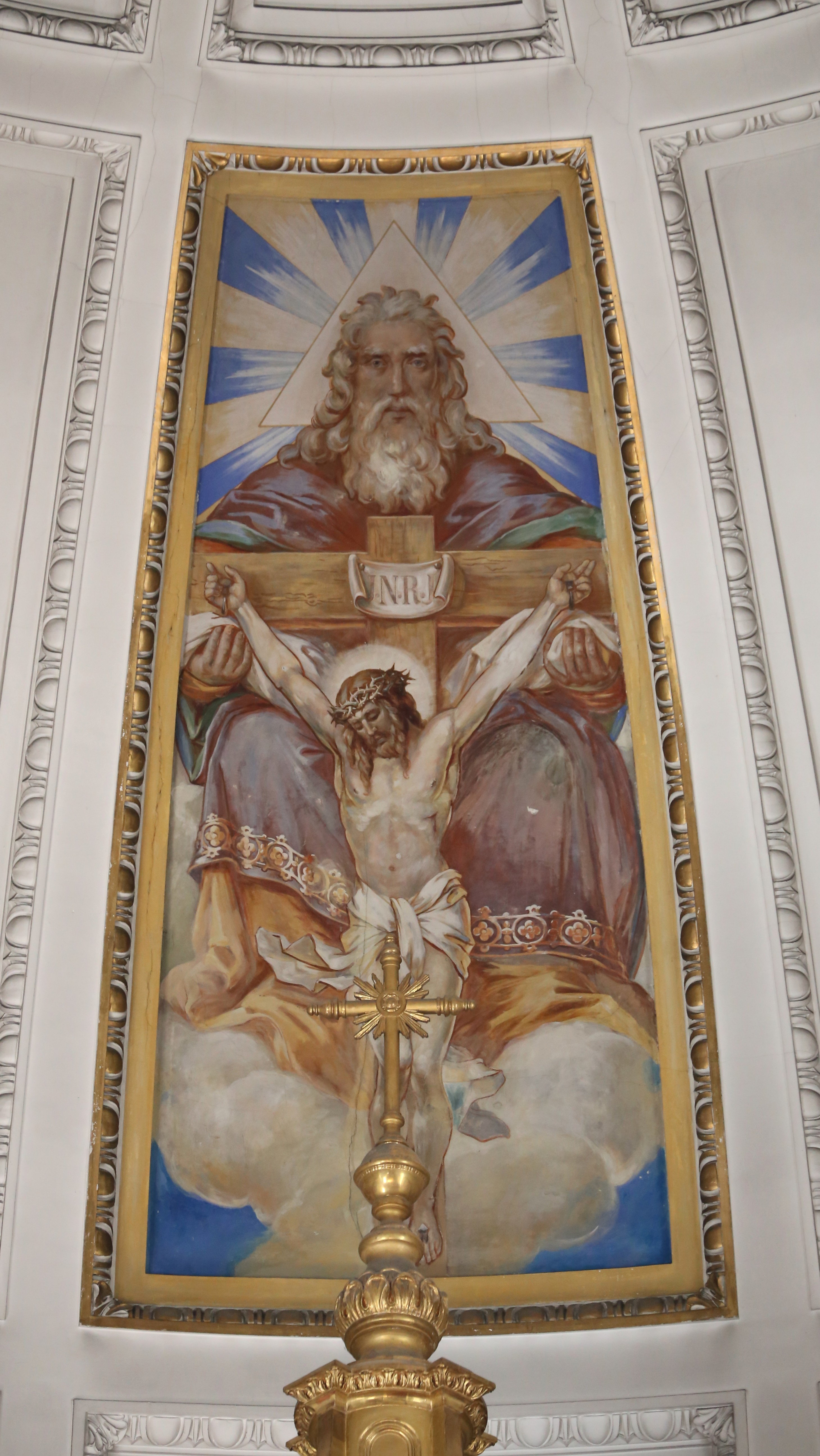
Deckengemälde über dem Hauptaltar

## Orgel

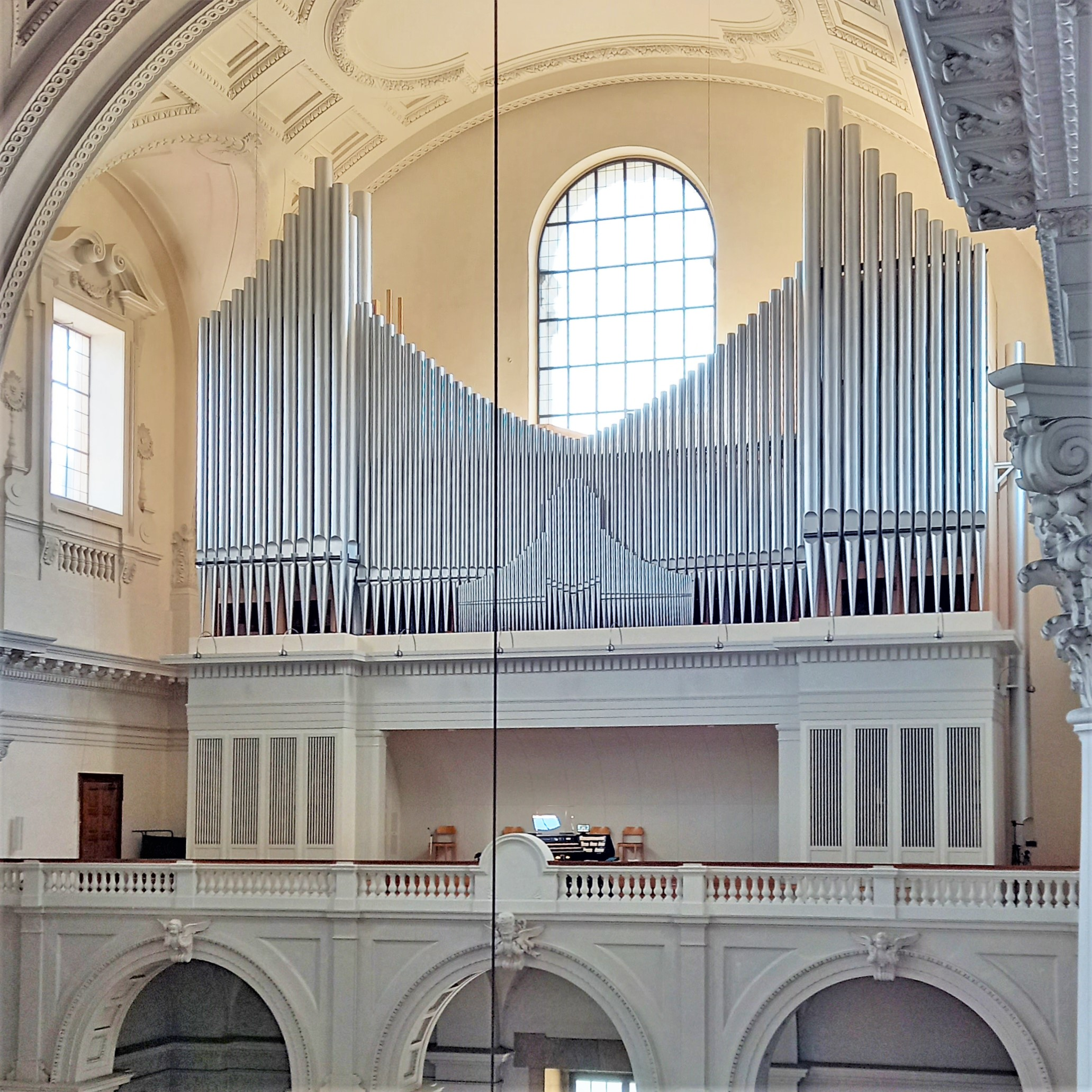
Klais-Orgel (2020) hinter dem Prospekt von Schwenk (1955)

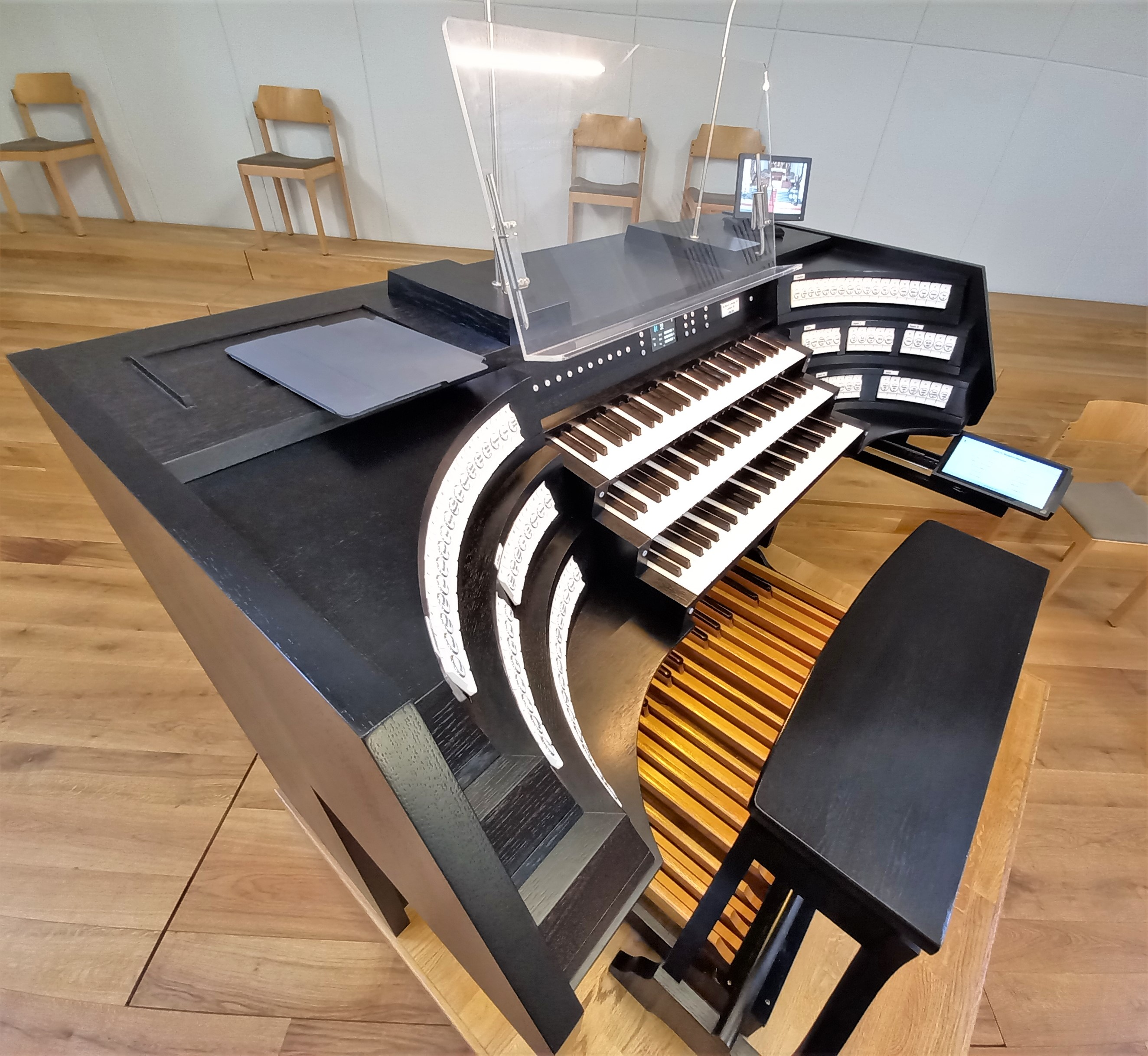
Spieltisch (seit 2020)

Die erste Orgel der Kirche wurde 1915 von der Orgelbaufirma Albert Moser & Leopold Nenninger erbaut. Sie hatte eine besondere regionale Bedeutung, da sie klanglich im Sinne der elsässischen Orgelreform ausgerichtet war. Bei einem Bombenangriff wurde die Orgel 1944 stark beschädigt.
Die Nachfolgeorgel wurde von Anton Schwenk im Jahr 1955 nach einem Dispositionsentwurf von Heinrich Wismeyer teilweise erbaut. Im Jahr 2002 wurde das Instrument durch die Orgelbaufirma Münchner Orgelbau Johannes Führer überarbeitet und um einige Register ergänzt. Außerdem wurde ein neuer Spieltisch gebaut. Bis Frühjahr 2018 hatte die Orgel 57 Register auf drei Manualen und Pedal. Durch die bis 2020 durch Johannes Klais Orgelbau (Bonn) durchgeführte Sanierung und Erweiterung nach einem Konzept von Christian Bischof verfügt sie heute über 64 Register, außerdem 12 Extensionen und besitzt folgende Disposition:
Die Orgelprospekte im Direktvergleich

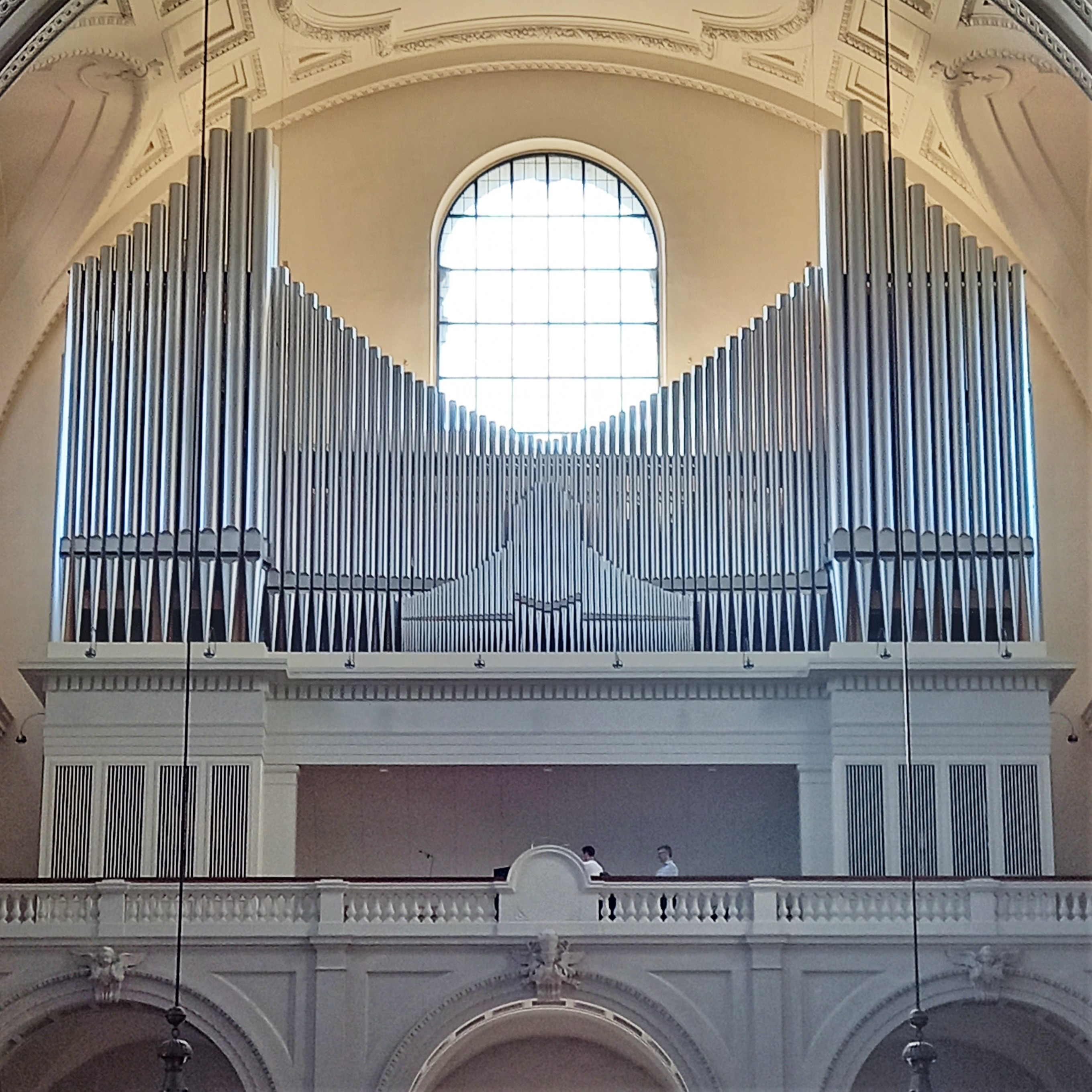
Seit 2020
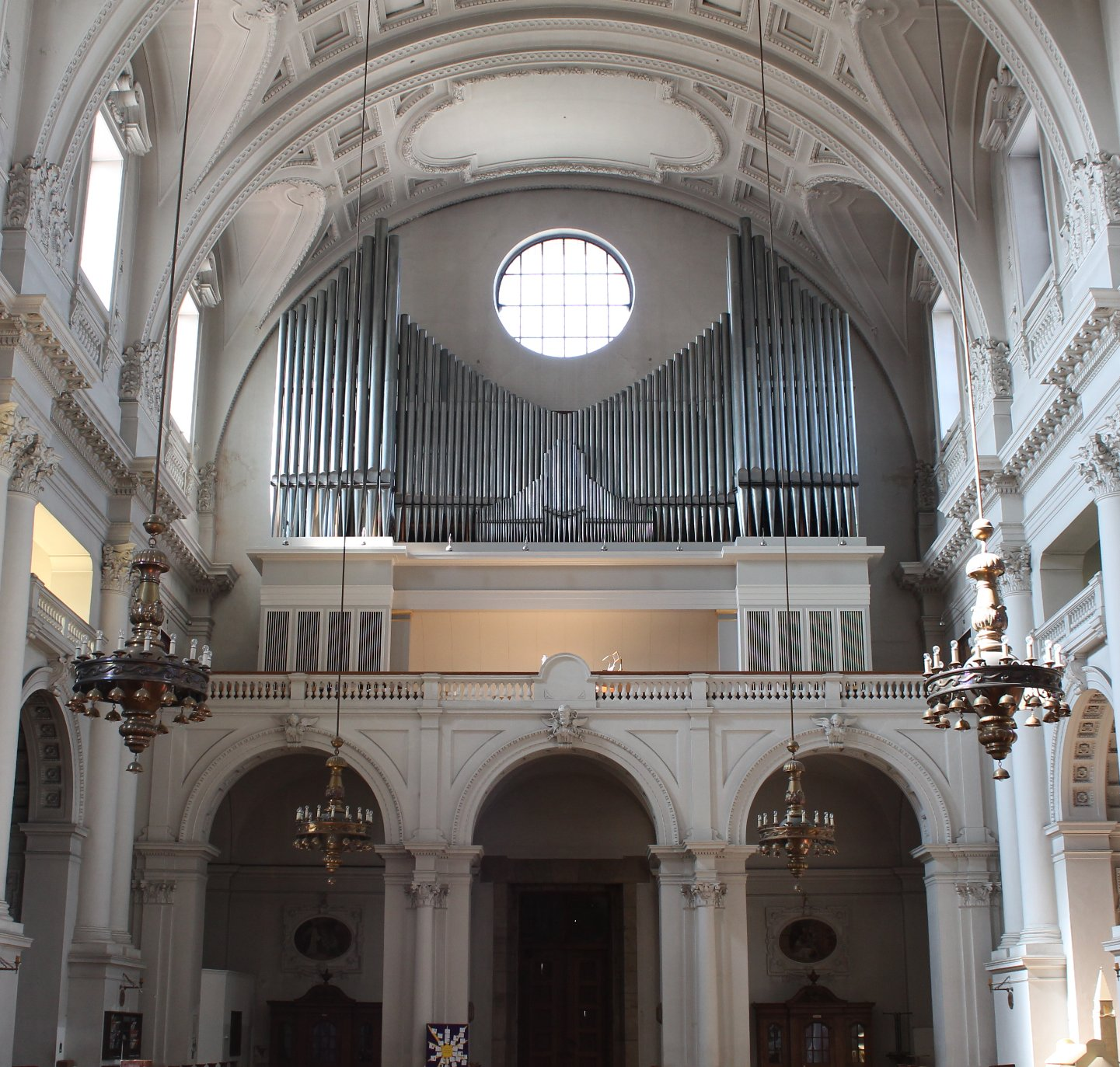
1955–2018
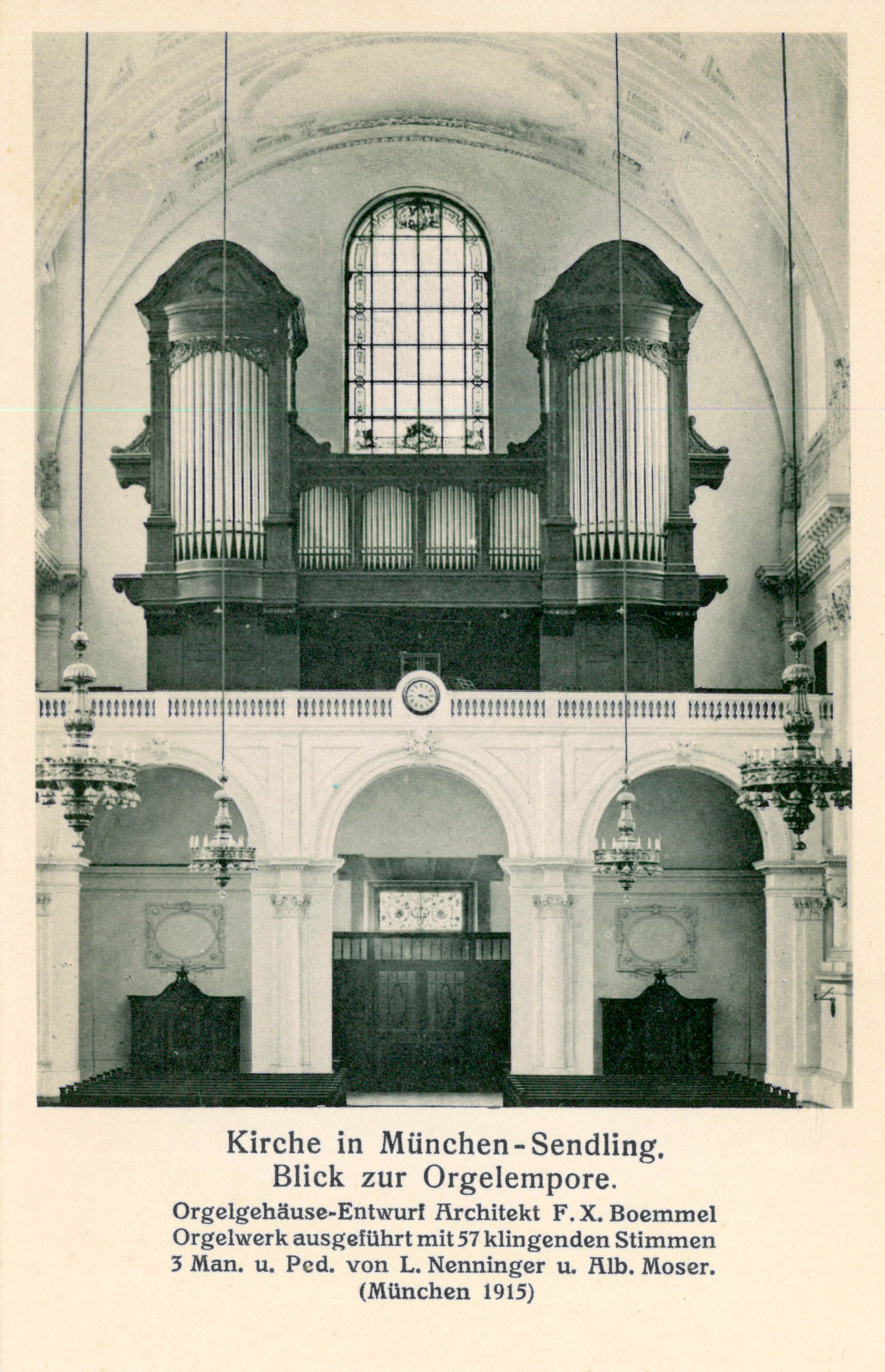
1915–1944

| I Hauptwerk C–g3 |                    |         |       |
|                  | Großprincipal      | 32′     |       |
| 01.              | Principal          | 16′     | S     |
|                  | Violon             | 16′     |       |
| 02.              | Gedeckt            | 16′     |       |
| 03.              | Principal major    | 08′     | S     |
| 04.              | Principal minor    | 08′     |       |
| 05.              | Gamba              | 08′     | K     |
| 06.              | Holzflöte          | 08′     |       |
| 07.              | Bordun             | 08′     | NM/S  |
| 08.              | Octav              | 04′     | NM/S  |
| 09.              | Flauto Margarethae | 04′     | Stö/K |
| 10.              | Rohrflöte          | 04′     |       |
| 11.              | Quinte             | 02 ⁄3′0 | K     |
| 12.              | Superoctav         | 02′     | NM/S  |
| 13.              | Kornettmixtur IV   | 04′     | Stö   |
| 14.              | Mixtur major IV    | 02′     | K     |
| 15.              | Mixtur minor IV    | 01 ⁄3′  | K     |
| 16.              | Trombone           | 16′     | F/K   |
| 17.              | Tromba             | 08′     |       |
| 18.              | Tromba Clarion     | 04′     |       |

| II Positiv (schwellbar) C–g3 |                        |         |     |
| 19.                          | Geigenprincipal        | 08′     | Stö |
| 20.                          | Harmonieflöte          | 08′     | F   |
| 21.                          | Viola                  | 08′     | Stö |
| 22.                          | Unda maris (ab c0)     | 08′     | F   |
| 23.                          | Lieblich Gedeckt       | 08′     | K   |
| 24.                          | Principalino           | 04′     | Stö |
| 25.                          | Nachthorn              | 04′     | Stö |
| 26.                          | Quintade               | 04′     | Stö |
| 27.                          | Gemshornquinte         | 02 ⁄3′0 |     |
| 28.                          | Blockflöte             | 02′     | S   |
| 29.                          | Harmonia aetheria IV 0 | 02 ⁄3′  | F/K |
| 30.                          | Clarinette             | 08′     | K   |
|                              | Tremulant              |         |     |

| III Schwellwerk C–g3 |                        |         |      |
| 31.                  | Quintatön              | 16′     | NM/S |
|                      | Harmonika              | 16′     |      |
|                      | Contra Gamba           | 16′     |      |
| 32.                  | Hornprincipal          | 08′     | K    |
| 33.                  | Viola di Gamba         | 08′     | K    |
| 34.                  | Salicional             | 08′     | NM/S |
| 35.                  | Vox coelestis (ab c0)0 | 08′     |      |
| 36.                  | Spitzflöte             | 08′     | S    |
| 37.                  | Dulzgedackt            | 08′     |      |
| 38.                  | Principal              | 04′     |      |
| 39.                  | Violine                | 04′     |      |
| 40.                  | Traversflöte           | 04′     |      |
| 41.                  | Nasart                 | 02 ⁄3′0 |      |
| 42.                  | Piccolo                | 02′     | K    |
| 43.                  | Terz                   | 01 3⁄5′ | S    |
| 44.                  | Septime                | 01 ⁄7′0 | S/K  |
| 45.                  | Mixtur IV              | 02 ⁄3′  | K    |
| 46.                  | Fagott                 | 16′     | F    |
| 47.                  | Trompete               | 08′     | F    |
| 48.                  | Oboe                   | 08′     | F    |
|                      | Tremulant              |         |      |

| Auxiliar C–g3 |                    |      |   |
| 49.           | Seraphonflöte      | 08′  | K |
|               | Seraphonflöte      | 04′  |   |
|               | Seraphonflöte      | 02′  |   |
| 50.           | Solo Cornet V      | 08′0 | K |
| 51.           | Tromba magna       | 16′  | K |
|               | Tromba episcopalis | 08′  |   |
|               | Tromba magna       | 04′  |   |

| Pedal C–f1 |               |         |   |
| 52.        | Majorbass     | 32′     | S |
|            | Untersatz     | 32′     |   |
|            | Großbordun    | 32′     |   |
| 53.        | Principalbass | 16′     | S |
| 54.        | Violonbass    | 16′     | K |
| 55.        | Subbass       | 16′     |   |
| 56.        | Harmonikabass | 16′     |   |
| 57.        | Zartbass      | 16′     |   |
|            | Viol-Quinte   | 10 2⁄3′ |   |
| 58.        | Octavbass     | 08′     |   |
| 59.        | Cello         | 08′     | K |
| 60.        | Gemshornbass  | 08′     | S |
| 61.        | Flötbass      | 04′     |   |
|            | Contraposaune | 32′     |   |
| 62.        | Posaune       | 16′     |   |
| 63.        | Trompete      | 08′     |   |
| 64.        | Clarine       | 04′     | F |

- Koppeln:
  - Normalkoppeln: II/I, III/I, III/II, Aux/I, Aux/II, Aux/III, I/P, II/P, III/P, Aux/P
  - Suboktavkoppeln: I/I, II/I, III/I, II/II, III/III,
  - Superoktavkoppeln: II/P, III/P, II/II, III/III,
  - Sonstige Koppeln: Aequal ab, Ped/I; Bass-, Melodie-, Extra- und Pizziccatokoppeln
- Spielhilfen (Auswahl):
  - Setzeranlage mit 26 Benutzern (A–Z) à 20 × 1.000 Kombinationen und je 3 Inserts; Registercrescendo (frei programmierbar); Programmierbare freie Koppeln (Menü in Schublade)
  - Programmierbare Mixturen (Menü in Schublade)
  - Transpositeur-Vorrichtung (±11 Halbtöne)
  - Aufnahmefunktion über Holzapfel MIDI-Player
- Anmerkungen:

Register ohne Anmerkungen stammen von Albert Moser und Leopold Nenninger (1915)
NM = Pfeifenwerk von Albert Moser und Leopold Nenninger (1915)
S = Pfeifenwerk von Anton Schwenk (1955)
Stö = Pfeifenwerk von Wilhelm Stöberl (1966)
F = Pfeifenwerk von Johannes Führer (2002)
K = Pfeifenwerk von Klais (2020)
1. ↑  Registerschaltung aus Majorbass 32′ und Prinzipalbass 16′
2. ↑  Registerschaltung aus Violonbass 16′, Cello 8′ und Viola di Gamba 8′
3. ↑  Im Windschweller.
4. ↑  Registerschaltung aus Harmonikabass 16′
5. ↑  ab c0Extension aus Nr. 33
6. ↑  Hochdruck-Register; das Auxiliarwerk ist allen Manualen und dem Pedal frei zuteilbar
7. 1 2  Extension aus Nr. 49
8. 1 2  Extension aus Nr. 51
9. ↑  akustische Registerschaltung aus Nr. 55
10. ↑  akustische Registerschaltung aus Nr. 57
11. ↑  akustische Registerschaltung aus Nr. 54
12. ↑  C-H Klais, 2020; ab c0 aus Nr. 37

## Glocken
Im Turm hängen fünf Glocken. Die beiden kleineren wurden 1913 von der Glockengießerei Oberascher in München gegossen und haben die beiden Weltkriege überdauert. 1958 goss Rudolf Perner drei große Glocken hinzu. 
Zum Engel des Herrn läutet die Margaretenglocke (3), abends schließt sich die kleinste Glocke zum Armeseelenläuten an. Samstags um 15 Uhr wird der Sonntag eingeläutet. Dabei werden der Reihe nach alle Glocken einzeln geläutet, während sich unter dem Läuten der größten Glocke das Vollgeläut aufbaut. Der Uhrschlag erfolgt auf den beiden großen Glocken.
Übersicht
| Glocke | Name                | Durchmesser | Gewicht | Schlagton |
| ------ | ------------------- | ----------- | ------- | --------- |
| 1      | Maria               | 1870 mm     | 3550 kg | a°        |
| 2      |                     | 1510 mm     | 2050 kg | cis'      |
| 3      | Margaret            | 1270 mm     | 1205 kg | e'        |
| 4      | Isidor und Notburga | 1118 mm     | 0820 kg | fis'      |
| 5      | Josef und Anna      | 0950 mm     | 0485 kg | a'        |

## Trivia
Gemessen an der Höhe über NHN liegt die Spitze des Turmes der Margaretenkirche höher als die der Frauenkirche, die höchste Kirchturmspitze der Stadt hat aber die Heilig-Kreuz-Kirche in München-Giesing.
Die Innenaufnahmen der BR-Serie Himmel, Herrgott, Sakrament wurden in St. Margaret gedreht.